# Cance (Sélune)
Die Cance ist ein Fluss in Frankreich, der im Département Manche in der Region Normandie verläuft. Sie entspringt unter dem Namen Ruisseau des Vieux Gués im Regionalen Naturpark Normandie-Maine, im Gemeindegebiet von Ger, entwässert generell in südwestlicher Richtung und mündet nach rund 19 Kilometern an der Gemeindegrenze von Bion und Notre-Dame-du-Touchet als rechter Nebenfluss in die Sélune.

## Orte am Fluss
- Saint-Clément-Rancoudray
- Mortain

## Sehenswürdigkeiten
Kurz vor der Einmündung des Cançon bei Mortain bildet die Cance einen Wasserfall, die Grande Cascade, während der Cançon dieselbe Steilstufe mit der Petite Cascade überwindet.